# Parosteodes dissutata
Parosteodes dissutata là một loài bướm đêm trong họ Geometridae.